# Wiecha (Gdańsk)
Wiecha – wzniesienie o wysokości 112 m n.p.m. położone w woj. pomorskim na obszarze miasta Gdańska, w obrębie Trójmiejskiego Parku Krajobrazowego.
W 1877 zwane Neue Aussicht, w 1898 Wächterberg - niemiecka nazwa osobowa od Wächter (tutejszy leśniczy). Nazwę Wiecha wprowadzono w 1949 roku, zastępując poprzednią urzędową nazwę byłego Wolnego Miasta Gdańska Wächter Berg.
Na południe od wzniesienia "Wiecha" w odległości ok. 400 m znajduje się wzniesienie Głowica, zaś na wschód w odległości ok. 400 m wznosi się Góra Dantyszka.